# とび・土工工事業
とび・土工工事業とは、建設工事の種類における、とび・土工・コンクリート工事を指す。
建設工事の内容としては、下記を業とする建設業。
　イ　足場の組立て、機械器具・建設資材等の重量物のクレーン等による運搬配置、鉄骨等の組立て等を行う工事
　　例　とび工事、ひき工事、足場等仮設工事、重量物のクレーン等による揚重運搬配置工事、鉄骨組立て工事、コンクリートブロック据付け工事
　ロ　くい打ち、くい抜き及び場所打ぐいを行う工事
　　例　くい工事、くい打ち工事、くい抜き工事、場所打ぐい工事
　ハ　土砂等の掘削、盛上げ、締固め等を行う工事
　　例　土工事、掘削工事、根切り工事、発破工事、盛土工事
　ニ　コンクリートにより工作物を築造する工事
　　例　コンクリート工事、コンクリート打設工事、コンクリート圧送工事、プレストレストコンクリート工事
　ホ　その他基礎的ないしは準備的工事
　　例　地すべり防止工事、地盤改良工事、ボーリンググラウト工事、土留め工事、仮締切り工事、吹付け工事、法面保護工事、道路付属物設置工事、屋外広告物設置工事、捨石工事
　　　　外構工事、はつり工事、切断穿孔工事、アンカー工事、あと施工アンカー工事、潜水工事

「地盤改良工事」とは、薬液注入工事、ウエルポイント工事等各種の地盤の改良を行う工事を総称したものである。
『とび・土工・コンクリート工事』における「吹付け工事」とは、「モルタル吹付け工事」及び「種子吹付け工事」を総称したものであり、法面処理等のためにモルタル又は種子を吹付ける工事をいい、建築物に対するモルタル等の吹付けは『左官工事』における「吹付け工事」に該当する。
「法面保護工事」とは、法枠の設置等により法面の崩壊を防止する工事である。
「道路付属物設置工事」には、道路標識やガードレールの設置工事が含まれる。
『とび・土工・コンクリート工事』における「屋外広告物設置工事」と『鋼構造物工事』における「屋外広告工事」との区分の考え方は、現場で屋外広告物の製作、加工から設置までを一貫して請け負うのが『鋼構造物工事』における「屋外広告工事」であり、それ以外の工事が『とび・土工・コンクリート工事』における「屋外広告物設置工事」である。
トンネル防水工事等の土木系の防水工事は『防水工事』ではなく『とび・土工・コンクリート工事』に該当し、いわゆる建築系の防水工事は『防水工事』に該当する。
他の業種に該当しないが「建設工事」だと考えられるとび・土工工事ものが全て含まれるとされるが、残土処理は建設業ではない。

## とび・土工工事具体例
営業内容は、とび工事、足場仮設工事、矢板土囲工事、土工事、掘削工事、根切工事、発破工事、盛土工事、コンクリート工事、はつり工事、基礎地盤系工事のうち、杭工事・杭打ち工事、地盤改良工事、ウェルポイント工事、ボーリンググラフト工事、捨石工事、緑化系・砂防系工事のうち、法面処理工事、地すべり防止工事、種子吹付工事、公園系・造園系工事のうち、運動施設整備工事、テニスコート表層工事、外構工事、ネットフェンス工事、バックネット設置工事、舗装系工事のうち、駐車場の舗装工事、道路系の工事のうち、ガードレール設置工事、道路標識工事、道路付防音壁工事、またビニールハウス築造工事、小規模造成工事、電柱の地中化工事、雨水ます工事
などのほか、曳き工事、曳家工事などもこれに該当する。